# Lithoxus lithoides
Lithoxus lithoides és una espècie de peix de la família dels loricàrids i de l'ordre dels siluriformes.

## Morfologia
- Els mascles poden assolir 8,6 cm de longitud total.[1][2]

## Hàbitat
És un peix d'aigua dolça i de clima tropical (18 °C-22 °C).

## Distribució geogràfica
Es troba a Sud-amèrica: conques dels rius Essequibo i Correntyne.